# Puente Eads
El puente Eads es un puente ferroviario y de carretera que cruza el río Misisipi en la ciudad de San Luis (Misuri), conectándola con East St. Louis en Illinois, Estados Unidos.
El puente lleva el nombre de su diseñador y constructor, el ingeniero James Buchanan Eads. En 1874, cuando se terminó su construcción, era el puente en arco más largo del mundo, con un vano de 158 m y una longitud total de 1964 m. Los vanos de arco de acero acanalado se consideraron atrevidos. Fue el primer puente de un tamaño significativo construido con acero.
El profesor de matemáticas William Chauvenet (1820-1870) colaboró con Eads verificando y revisando los cálculos que sirvieron para el diseño del puente. 
El puente de Eads fue también el primero que se construyó empleando exclusivamente el sistema de vigas en voladizo (cantilever) y uno de los primeros en hacer uso de pozos de cimentación. Los pozos del puente Eads, que  continúan estando entre los más profundos jamás hundidos, fueron los responsables de uno de los primeros casos importantes de síndrome de descompresión. Quince trabajadores murieron, dos trabajadores quedaron discapacitados de forma permanente y 77 quedaron afectados gravemente.
El 14 de junio de 1874, John Robinson encabezó una "prueba de elefante" en un paseo por el nuevo puente de Eads para demostrar que no existía peligro. Una gran multitud aplaudió cuando el elefante de un circo ambulante avanzó pesadamente hacia Illinois. Se creía que los elefantes tenían un instinto que evitaba las estructuras poco seguras. Dos semanas más tarde, Eads envió 14 locomotoras de ida y vuelta a través del puente al mismo tiempo. La apertura se celebró el 4 de julio de 1874, con un desfile que se extendía quince millas por las calles de San Luis.
El puente de Eads, se convirtió en el icono de la ciudad de San Luis hasta 1965, cuando se construyó el arco Gateway. El puente cruza, en la orilla de la ciudad, entre el distrito de Laclede's Landing, al norte, y el Arco Gateway al sur. Las cubiertas han sido restauradas para permitir el tráfico de vehículos y peatones. El sistema de tren ligero de St. Louis Metrolink utiliza la plataforma del puente desde 1993.

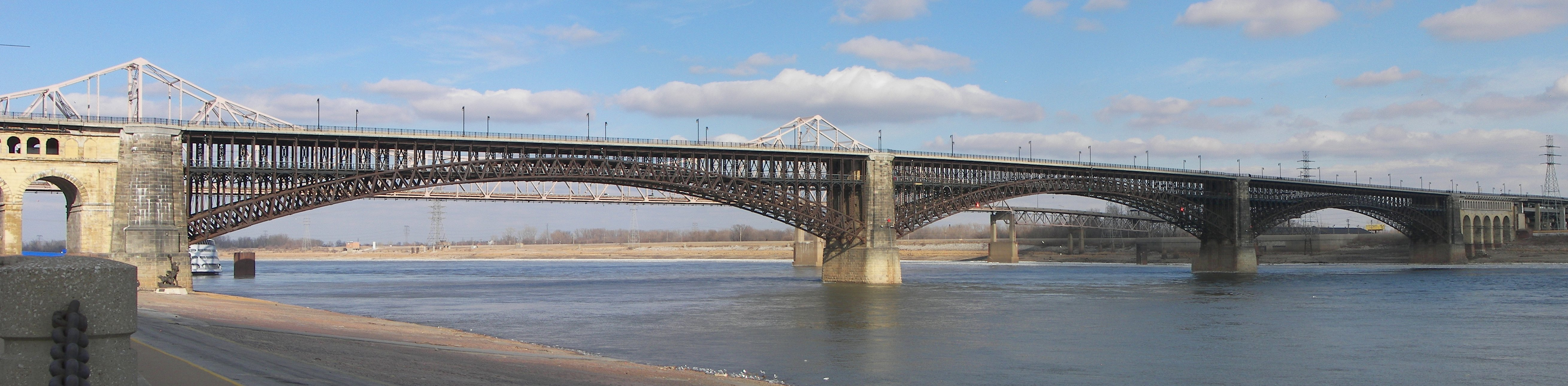
Vista panorámica del puente

| Predecesor: Puente Southward | Puente en arco más largo del mundo 1874-1877 | Sucesor: Puente María Pía Oporto |